# Батенберг (дворец)
Вижте пояснителната страница за други значения на Батенберг.
Дворецът Батенберг е популярното име на сградата, в която днес се помещава Регионалният исторически музей в Русе. Намира се в град Русе на площад „Батенберг“ 3.
Дворецът е построен през 1882 г. по план на австрийския архитект Фридрих Грюнангер. По замисъл сградата е трябвало да служи за официална резиденция на българския княз Александър I Батенберг в Русе. Тъй като дворецът е завършен след оттеглянето на княз Александър I от българския престол, той никога не е бил използван за седалище на български владетел. Вместо това, след завършването му в него се помещава окръжното управление в Русе, а от 1948 г. зданието се използва за нуждите на Окръжния съд в Русе.
Сградата притежава голямо подземие, в което са извършвани разпити на престъпници и политически затворници. Освен това сградата е била свързана с подземен тунел с намиращата се в близост къща на русенския градоначалник. Пред двореца е изграден обширен парк с фонтани и скулптурни композиции.
През 1990 г. е решено Дворецът Батенберг да приеме експозициите на Регионалния исторически музей в Русе. За целта започва изпълнението на мащабна програма за ремонт и реконструкция на двореца. След дълго прекъсване на ремонтните дейности, обновлението на сградата завършва след петнадесет години. Ремонтните дейности се финансират от Община Русе и проекта „Красива България“.
На 23 септември 2007 г. президентът на Република България Георги Първанов официално открива обновената сграда на двореца заедно с поместените в нея експозиции на историческия музей.